# Kraftwerk Bahía de Algeciras
Das Kraftwerk Bahía de Algeciras (spanisch Central térmica Bahía de Algeciras) ist ein Gas-und-Dampf-Kombikraftwerk in der Gemeinde San Roque, Provinz Cádiz, Spanien. Die installierte Leistung des Kraftwerks beträgt 800 (bzw. 820 oder 830) MW. Es ist im Besitz von Repsol. Das Kraftwerk ging 1970 in Betrieb; das GuD-Kraftwerk wurde im März 2011 in Betrieb genommen.

## Kraftwerksblöcke
Das Kraftwerk besteht gegenwärtig aus einem Block, der 2011 in Betrieb ging. Die folgende Tabelle gibt einen Überblick:
| Block | Einheit | Max. Leistung (MW)      | Betriebsbeginn | Turbine      | Generator    | Dampfkessel      | Status      |
| ----- | ------- | ----------------------- | -------------- | ------------ | ------------ | ---------------- | ----------- |
| 1     |         | 220                     |                |              |              |                  | Stillgelegt |
| 2     |         | 530 (bzw. 533 oder 553) |                | Westinghouse | Westinghouse | Babcock & Wilcox | Umgerüstet  |
| 3     | 1       | 265                     | 2011           | Ansaldo      | Alstom       |                  |             |
| 3     | 2       | 265                     | 2011           | Ansaldo      | Alstom       |                  |             |
| 3     | 3       | 270                     | 2011           | Ansaldo      | Alstom       |                  |             |

Der Block 2 wurde mit Schweröl betrieben. Die Dampfturbine des Blocks 2 wurde 2011 umgerüstet und danach als Dampfturbine für das GuD-Kraftwerk (Block 3) verwendet. Die Kosten für das GuD-Kraftwerk werden mit mehr als 400 Mio. € angegeben.